# マリー・ド・ブルボン＝ソワソン
マリー・ド・ブルボン＝ソワソン（フランス語：Marie de Bourbon-Soissons, 1606年5月3日 - 1692年6月3日）は、カリニャーノ公トンマーゾ・フランチェスコ・ディ・サヴォイアの妃。兄ルイが1641年に死去し、マリーは自身の権利としてソワソン女伯となり、この伯位はサヴォイア家に三代にわたり継承された。

## 生涯
マリーはソワソン伯シャルル・ド・ブルボンとアンヌ・ド・モンタフィエの次女としてオテル・ド・ソワソン（ソワソン伯のパリにおける居館）で生まれた。はとこにあたるルイ13世の宮廷において、血統内親王（princesse du sang）の身分を享受した。マリーの姉ルイーズはロングヴィル公アンリ2世と結婚した。アンジューのフォントヴロー修道院において、1610年4月10日に4歳で修道女となった。
1625年1月6日、マリーはサヴォイア公カルロ・エマヌエーレ1世とカタリーナ・ミカエラ・デ・アウストリアの第9子トンマーゾ・フランチェスコと結婚した。トンマーゾはフランス宮廷において外国の王子として最上位の身分を保持できるようとりはからわれ、かつて権力を誇ったギーズ家や、ギーズ家の本家ロレーヌ公よりも上位とされた。また、裏切り者のコンデ公ルイ2世に代わって大侍従（Grand maître de France）に任ぜられた。トンマーゾは著名な文法学者で廷臣のクロード・ファヴル・ド・ヴォージュラを子供たちの家庭教師とした。
トンマーゾの子孫はサヴォイアに戻り、フランス、イタリアおよびドイツの王女と婚姻を結ぶこととなった。
マリーは兄ルイが1641年7月6日に死去した後、自身の権利によりソワソン女伯となった。マリーは夫と共に生家のオテル・ド・ソワソンに居を構えた。また、パリにバニョレ城を建設した。マリーの死後バニョレ城は総括徴税請負人フランソワ・ル・ジュージュ（François Le Juge）が手に入れた。さらに1719年にはフランソワーズ・マリー・ド・ブルボンの所有となった。マリーと娘ルイーザは、マリーの孫（ルイーザの甥）として生まれたオイゲン・フォン・ザヴォイエン（“プリンツ・オイゲン”）の養育を支援した。

## 子女
- クリスティーナ・カルロッタ（1626年）
- ルイーザ・クリスティーナ（1627年 - 1689年） - 1654年にバーデン＝バーデン辺境伯世嗣フェルディナント・マクシミリアンと結婚
- エマヌエーレ・フィリベルト（1628年 - 1709年） - カリニャーノ公、アンジェラ・カテリーナ・デステと結婚[4]
- アメデーオ（1629年）
- ジュゼッペ・エマヌエーレ（1631年 - 1656年） - ソワソン伯
- エウジェーニオ・マウリーツィオ（1633年 - 1673年）- ソワソン伯、オリンピア・マンチーニと結婚[1]
- フェルディナンド（1637年）